# Biston suppressaria
Biston suppressaria är en fjärilsart som beskrevs av Achille Guenée, 1858. Biston suppressaria ingår i släktet Biston och familjen mätare, Geometridae. Två underarter finns listade i Catalogue of Life, Biston suppressaria burmaensis Hampson, 1902 och Biston suppressaria suppressaria (Guenée, [1858]).

## Bildgalleri

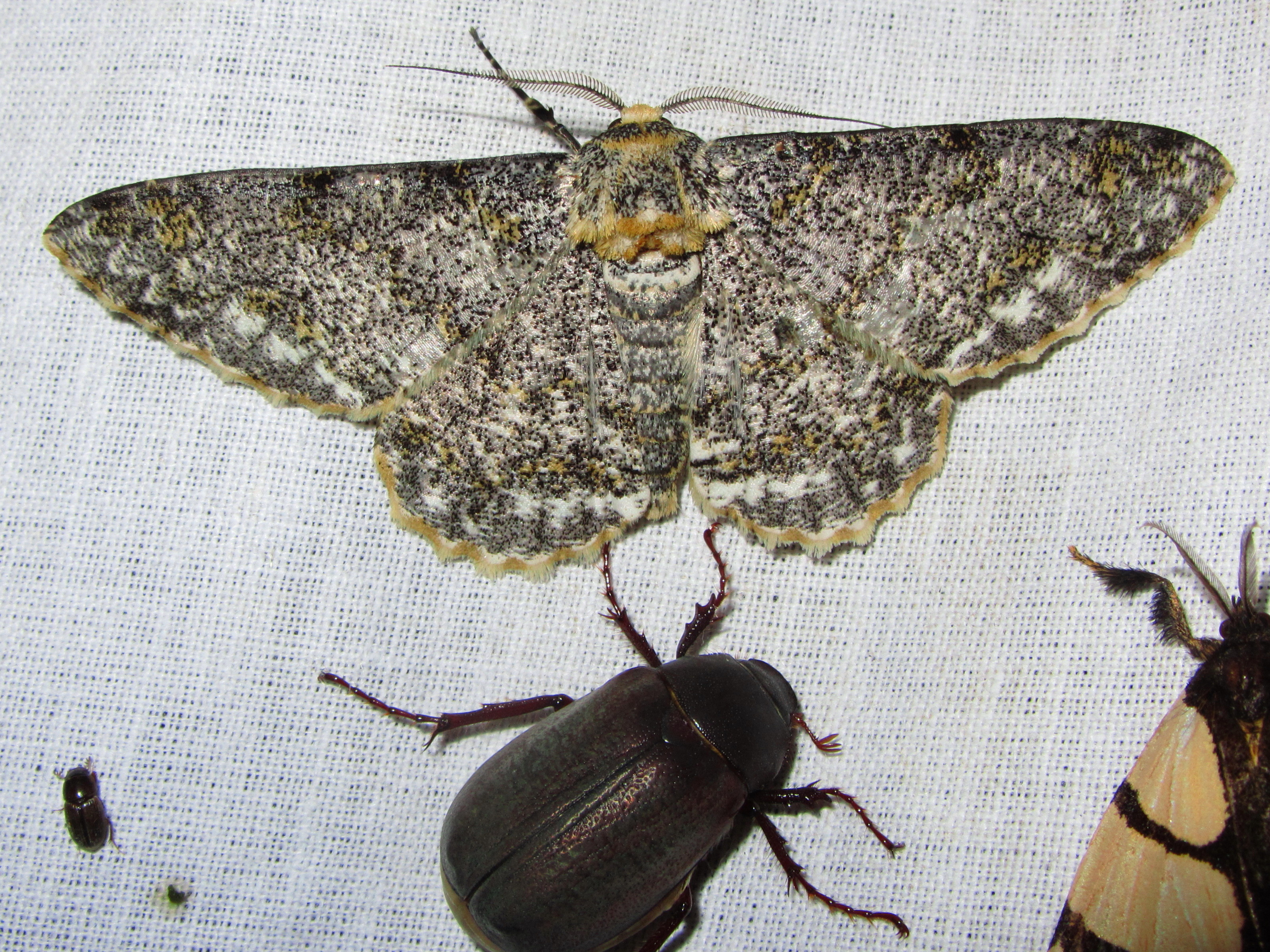
Imago fjäril
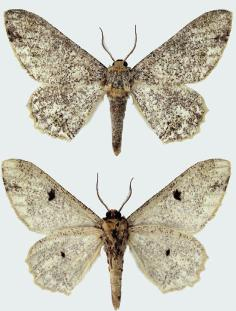
Preparerad (uppnålad) imago fjäril, hane.
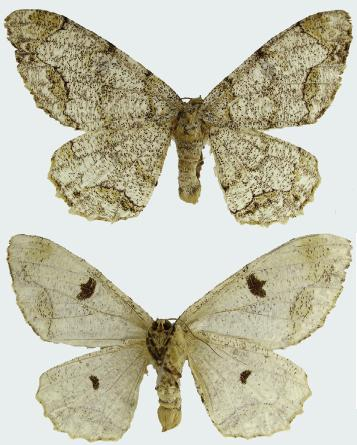
Preparerad (uppnålad) imago fjäril, hona.